# Schermaglia di Highbridge
La schermaglia di Highbridge fu il primo combattimento della seconda insurrezione giacobita tra le truppe governative ed i giacobiti leali al principe Carlo Edoardo Stuart. La battaglia si svolse ad Highbridge, Lochaber sul fiume Spean il 16 agosto 1745 e marca l'inizio delle ostilità tra i due eserciti.

## Antefatto
Poco dopo lo sbarco, il principe Carlo incontrò per la prima volta Donald Cameron di Lochiel capo del Clan MacDonald di Clanranald. Mentre i giacobiti stavano ammassando le loro forze, il governatore hanoveriano di Fort Augustus inviò due compagnie del secondo battaglione del reggimento reale scozzese sotto il comando del Capitano (in seguito Generale) Scott per rinforzare Fort William. Le truppe governative, circa 85 uomini, hanno marciato lungo la strada che era costituita dai governativi per collegare direttamente i due forti. Non incontrarono resistenza finché non raggiunsero High Bridge sul fiume Spean. Il ponte stesso era stato completato dal Generale Wade meno di dieci anni prima, come parte di una rete di strade militari progettate per facilitare i movimenti delle truppe attraverso le Highlands. 

## Inizio delle ostilità
Sul ponte, il maggiore Donald MacDonald di Tir-na-dris con solo 11 uomini e 1 zampognaro e tutto il Clan MacDonald di Keppoch, erano armati di spade e moschetti, pronti ad affrontare il nemico in avvicinamento. Sembra che usando l'ormai demolito High Bridge Inn come copertura e saltando e spostandosi da una parte all'altra allargando i loro plaid l'uno all'altro riuscirono a darsi un aspetto più impressionabile da ingannare il Capitano Scott e facendo credere di essere in numero maggiore. Il Capitano Scott fermò i suoi uomini e mandò un sergente ed un inserviente a negoziare, ma entrambi furono fatti prigionieri. Scott quindi ordinò ai suoi uomini di ritirarsi ed iniziarono a marciare verso il luogo da dove erano venuti. Nel farlo sono stati colpiti da entrambi i lati della strada. Gli uomini del Capitano Scott hanno risposto al fuoco ma furono stati costretti a cambiare direzione ed uscire dal percorso. 
Prima che i due eserciti cominciassero a sparare, bande di giacobiti stavano procedendo verso il ponte per assistere all'attacco. Il Capitano Scott continuò rapidamente la sua marcia lungo il lato di Loch Lochy, e quando giunse all'estremità orientale, osservò alcuni giacobiti sull'estremità occidentale di Loch Oich dove si erano radunati allo scopo di intercettarlo durante la ritirata. Non gradendo la situazione Scott decise di proteggersi al castello di Invergarry, la sede del Clan MacDonell di Glengarry. Questa operazione, tuttavia, rese la situazione ancora più imbarazzante, poiché dopo aver marciato per breve periodo proprio un gruppo di giacobiti dei MacDonell di Glengarry scese dalla collina con l'intenzione di attaccarlo. A questo punto Scott formò un quadrato con i suoi uomini e continuò la marcia mentre nel frattempo i MacDonald di Keppoch si affrettarono per l'inseguimento. 
I Royal Scots alla fine si trovarono completamento circondati su tutti i lati dai due Clan. Il capo dei MacDonald di Keppoch avanzò da solo verso il gruppo di Scott, chiese loro di arrendersi e offrì loro alloggio avvertendoli però in caso di resistenza che sarebbero stati fatti a pezzi. Affaticato dalla marcia e circondato da ogni parte, il Capitano Scott che era rimasto ferito e con due suoi uomini morti accettò i termini offerti e si arrese. Poco dopo arrivò Donald Cameron di Lochiel che prese in consegna i prigionieri e li portò a casa sua a Achnacarry.

## Conseguenze
Più tardi quel giorno, Tir-na-dris consegnò il castrone grigio catturato a Scott al principe Carlo mentre il suo stendardo veniva innalzato a Glenfinnan. Questa schermaglia segnò l'inizio della rivolta giacobita del 1745 con la corona di Hannover. 
L'High Bridge fu sostituito da un ponte successivo nel 1819 che poi crollò nel 1913.